# 普洛蒂·约瑟夫
普洛蒂·约瑟夫（匈牙利語：Platthy József，1900年12月17日—1990年12月21日），匈牙利男子马术运动员。他曾代表匈牙利参加1936年夏季奥林匹克运动会马术比赛，获得个人场地障碍赛铜牌。